# Boris Nikolajewitsch Ponomarjow
Boris Nikolajewitsch Ponomarjow (russisch Борис Николаевич Пономарёв; auch als Ponomarew zitiert; * 4. Januarjul. / 17. Januar 1905greg. in Saraisk; † 21. Dezember 1995 in Moskau) war ein sowjetischer Historiker und Politiker.

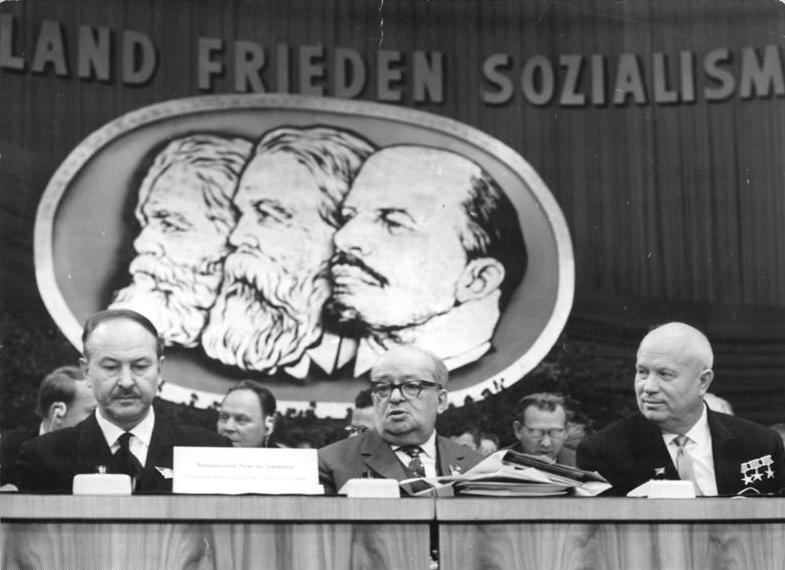
Ponomarjow, Friedrich Ebert junior, Nikita Chruschtschow (1963)

## Biografie

### Der Historiker
Ponomarjow war von 1920 bis 1923 in Saraisk Mitglied der Komsomol, der Jugendorganisation der Kommunistischen Partei. Er studierte ab 1926 und wurde Historiker. Von 1932 bis 1934 war er als Direktor an einem Historischen Institut der Partei und von 1934 bis 1937 als Professor im Direktorium des Historischen Instituts der Partei des Moskauer Komitees tätig.

### In der Komintern
Unter der Führung von Georgi Dimitrow war er in der Kommunistischen Internationale (Komintern) als Politreferent, von 1936 bis zur Auflösung der Komintern im Jahr 1943, als Leiter einer Gruppe tätig und zeitweise auch Chef von Herbert Wehner in seiner Moskauer Exil-Zeit (damaliger Deckname: Kurt Funk). Wehner schreibt: Er „… zeichnete sich persönlich durch große Zurückhaltung, ausgeprägte Bescheidenheit im Auftreten und die Fähigkeit, seinem Gegenüber zuhören zu können aus; er gehörte zu einem speziellen Typ junger russischer Funktionäre, der durch die Schule der persönlichen Umgebung Stalins gegangen war und die Kunst der Anpassung …. bis zur Vollkommenheit erworben hatte.“ Er galt als einer der Ideologen der KPdSU. Er war Erster unter den Historikern der UdSSR und 1962 Herausgeber der offiziellen Parteigeschichte der Kommunistischen Partei der Sowjetunion (KPdSU).

### Im ZK-Sekretariat
Ponomarjow, der ewige Sekretär des Zentralkomitees (ZK) der KPdSU, der typische „Apparatschik“, arbeitete zunächst schon als Mitarbeiter und seit 1955 als Abteilungsleiter im ZK und war zuständig für die  internationale kommunistische Bewegung, vor allem für die „Bruderparteien“, die nicht im Bereich des Warschauer Pakts agierten. Nikita Chruschtschow förderte den Gegner des Stalinismus und danach Michail Suslow, den eigentlichen „Parteiideologen“.

### 25 Jahre ZK-Sekretär
Von 1961 bis 1986, also über 25 Jahre, war er als ZK-Sekretär zuständig für Internationale Angelegenheiten. Von 1972 bis 1986 stieg er auf zum Kandidaten des Politbüros, aber er wurde nie Vollmitglied im höchsten politischen Gremium der UdSSR, dem  Politbüro der KPdSU. Gleichwohl war er, wenn es um internationale Politik ging, einer der mächtigsten sowjetischen Politiker in den Zeiten, als Chruschtschow, Breschnew, Andropow und Tschernenko Generalsekretäre der Partei waren.
Der Stalingegner war ein konservativer Vertreter einer sowjetischen Außenpolitik der Stärke und der friedlichen Koexistenz, aber nur wenn es der UdSSR nützte. Die neue Ostpolitik der deutschen Regierung unter Brandt und Scheel (1969 bis 1975) begleitete er mit Vorsicht. Herbert Wehner (1973) und Egon Bahr (1982) bemühten sich bei ihm um ein besseres Verständnis der politischen Lager und um eine militärische Abrüstung der Systeme.
Ponomarjow war für den militärischen Einmarsch in die Tschechoslowakei (1968) genauso wie für den in Afghanistan (1979). Er lehnte die neuen Wege (Der Dritte Weg) der Kommunistischen Parteien im Westen (Eurokommunismus) aus ideologischen Gründen entschieden ab und hatte deshalb heftige Dissense u. a. mit dem italienischen KP-Führer Palmiro Togliatti.

### Ehrungen und Auszeichnungen
- Ponomarjow erhielt mehrere hohe akademische Auszeichnungen.
- Seit 1962 Mitglied des Wissenschaftsrats der UdSSR
- 1958 korrespondierendes Mitglied der Akademie der Wissenschaften der UdSSR; 1962 Vollmitglied[1]

Er erhielt in der UdSSR eine Vielzahl von Auszeichnungen: Leninorden (1945, 1958, 1965, 1971, 1975, 1985), Held der sozialistischen Arbeit (1975), Orden des Roten Banners der Arbeit (1955, 1961), Leninpreis (1981) und andere. In der DDR wurde er 1980 mit dem Karl-Marx-Orden ausgezeichnet.

## Veröffentlichungen
- Boris Ponomarjow, Wladimir Chwostow u. a.: Geschichte der Kommunistischen Partei der Sowjetunion, Dietz-Verlag Berlin (Ost) 1973